# Biserica de lemn din Nima

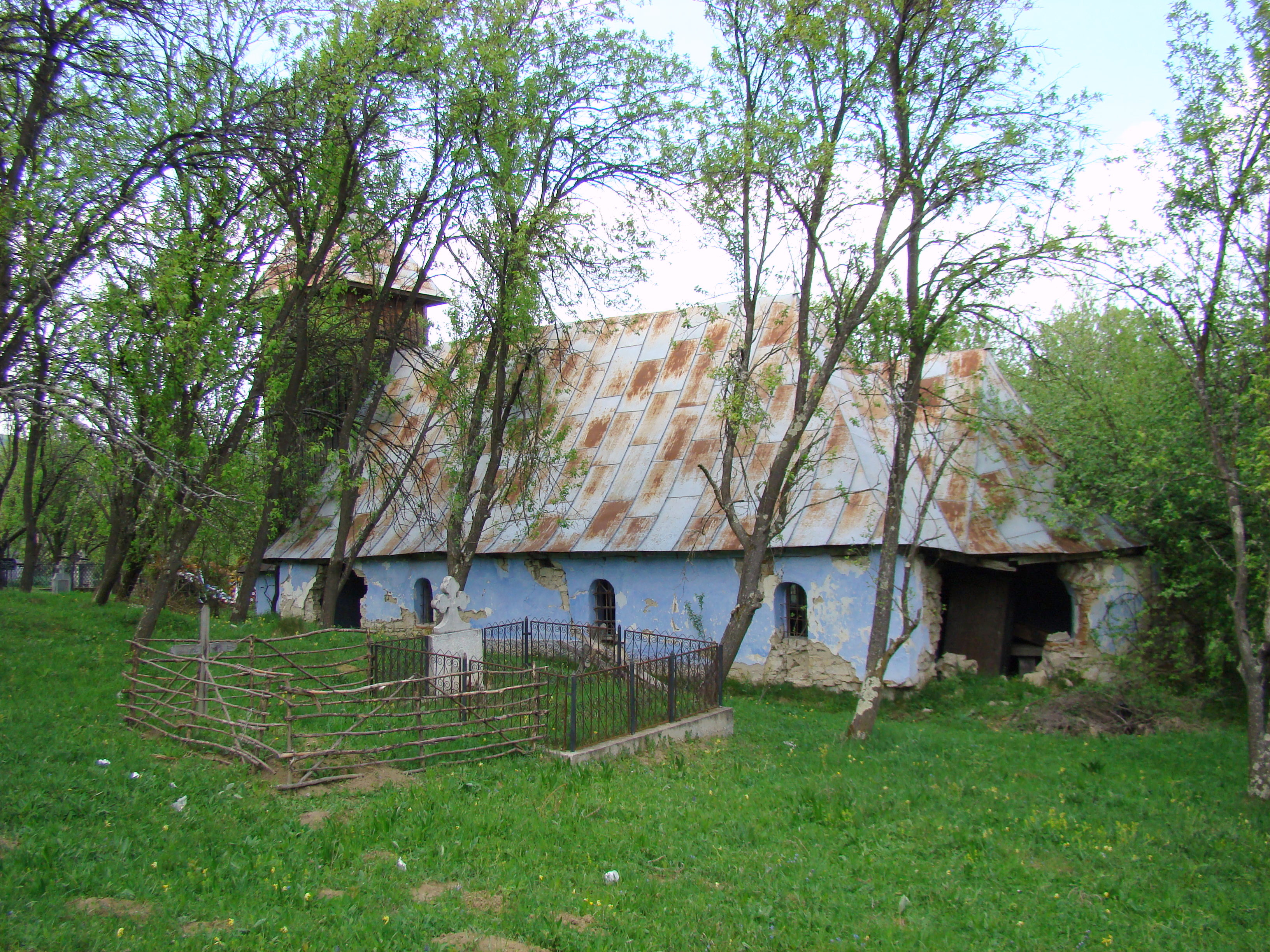
Biserica de lemn „Sfinții Arhangheli Mihail și Gavriil” din Nima, județul Cluj, foto: aprilie 2009.

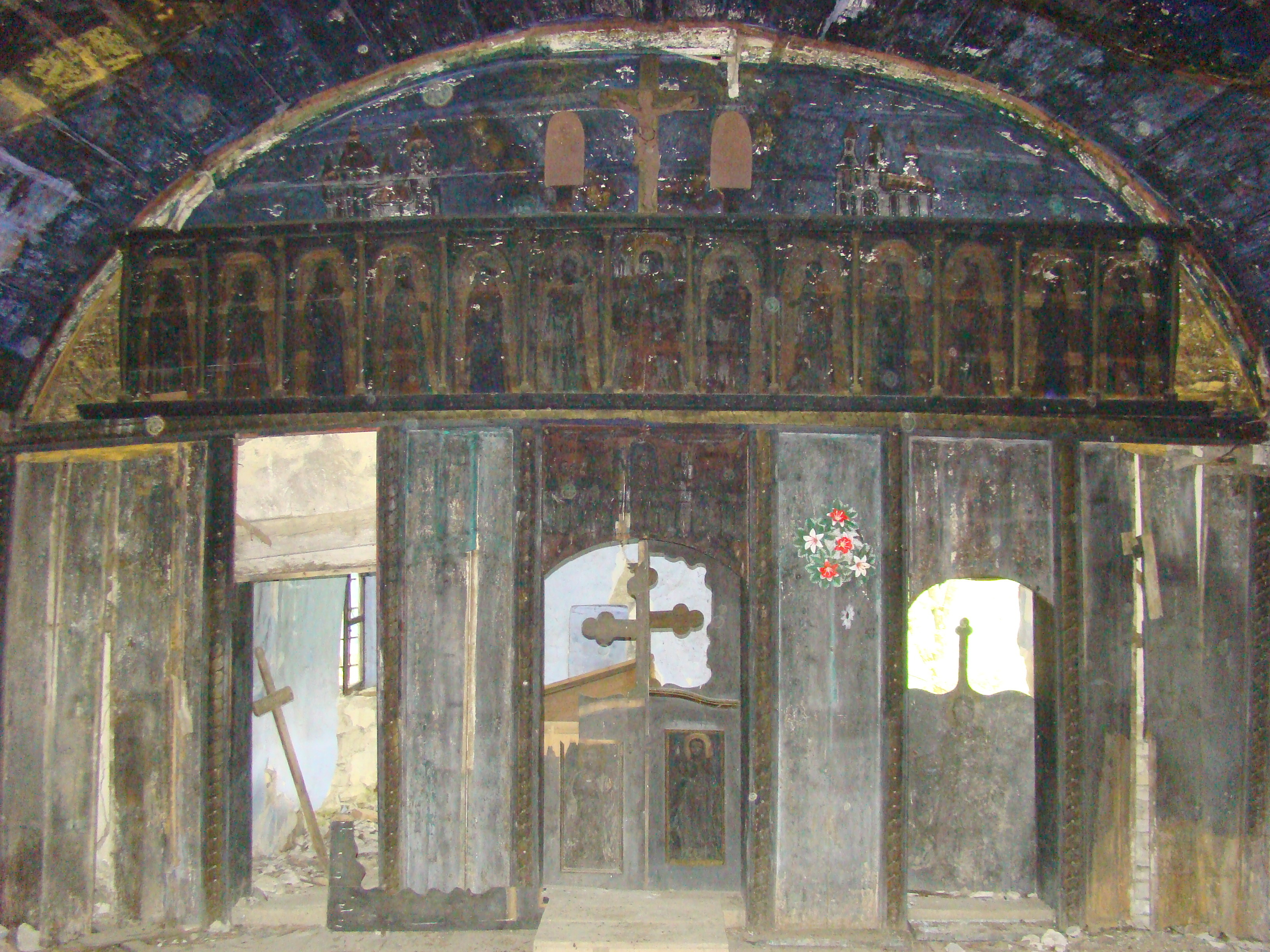
Iconostasul

Biserica de lemn din Nima, comuna Mintiu Gherlii, județul Cluj, datează din anul 1774 .
Are hramul „Sfinții Arhangheli Mihail și Gavriil” și se află pe noua listă a monumentelor istorice sub codul LMI:  CJ-II-m-B-07724.

## Istoric și trăsături
Prima mențiune documentară a satului: 1225 - terra Nema. Biserica de lemn cu hramul „Sfinții Arhangheli Mihail și Gavriil”, acum monument istoric, a fost construită în anul 1774, cu ajutorul baronului Taraskay Gabor, pe locul alteia mai vechi, menționată în conscripția de la 1733. Icoanele de pe iconostas au fost pictate în 1864. După tradiție, a fost împodobită cu pictură pe pânză aplicată, de Aurelia Iuga din Nicula. A fost reparată în 1905, când i s-a adăugat și un cor. În 1967 turnul a fost rezidit din temelii. În 2010 s-au făcut lucrările de reparație capitală atât de necesare.

## Imagini din exterior

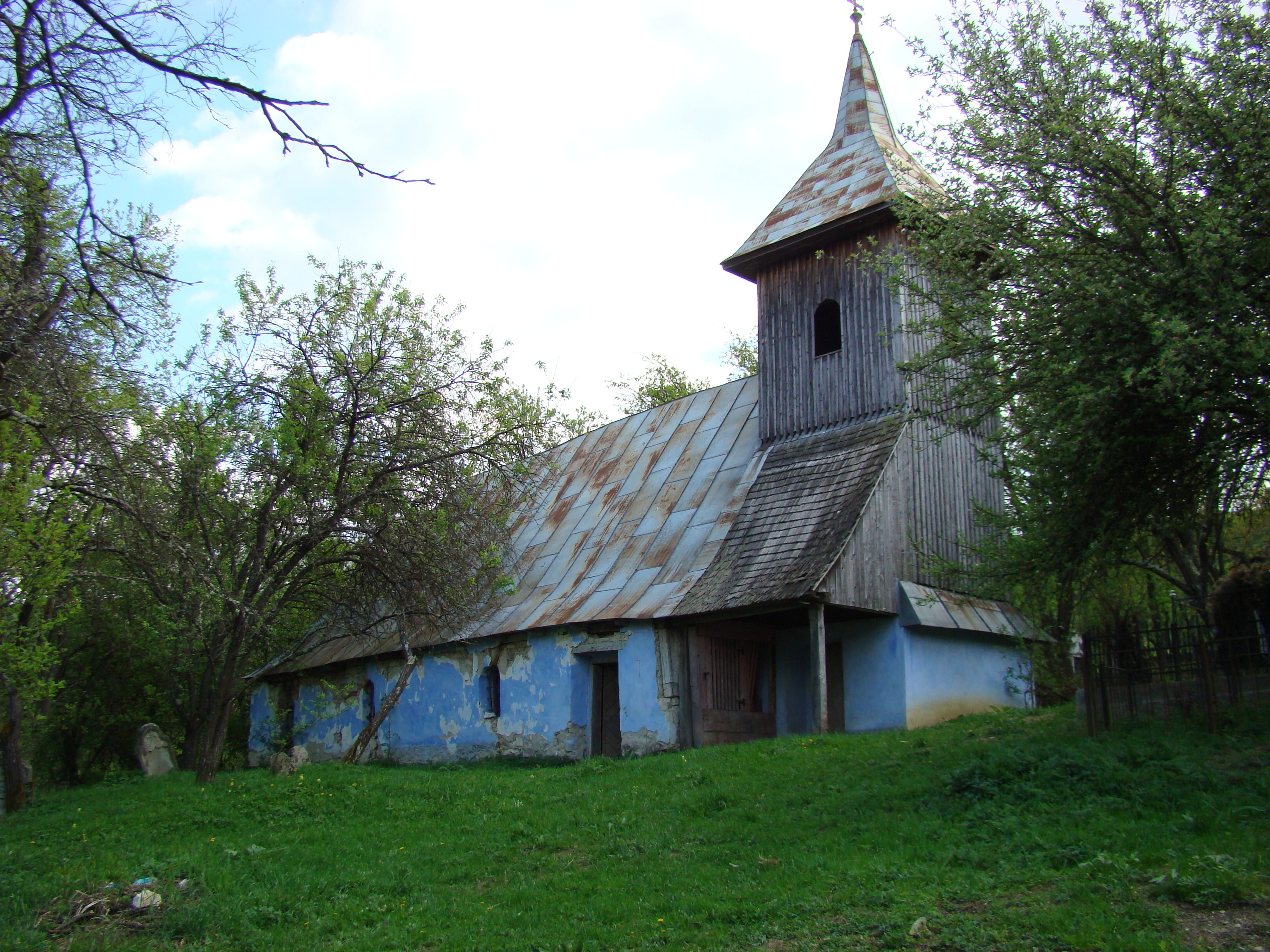
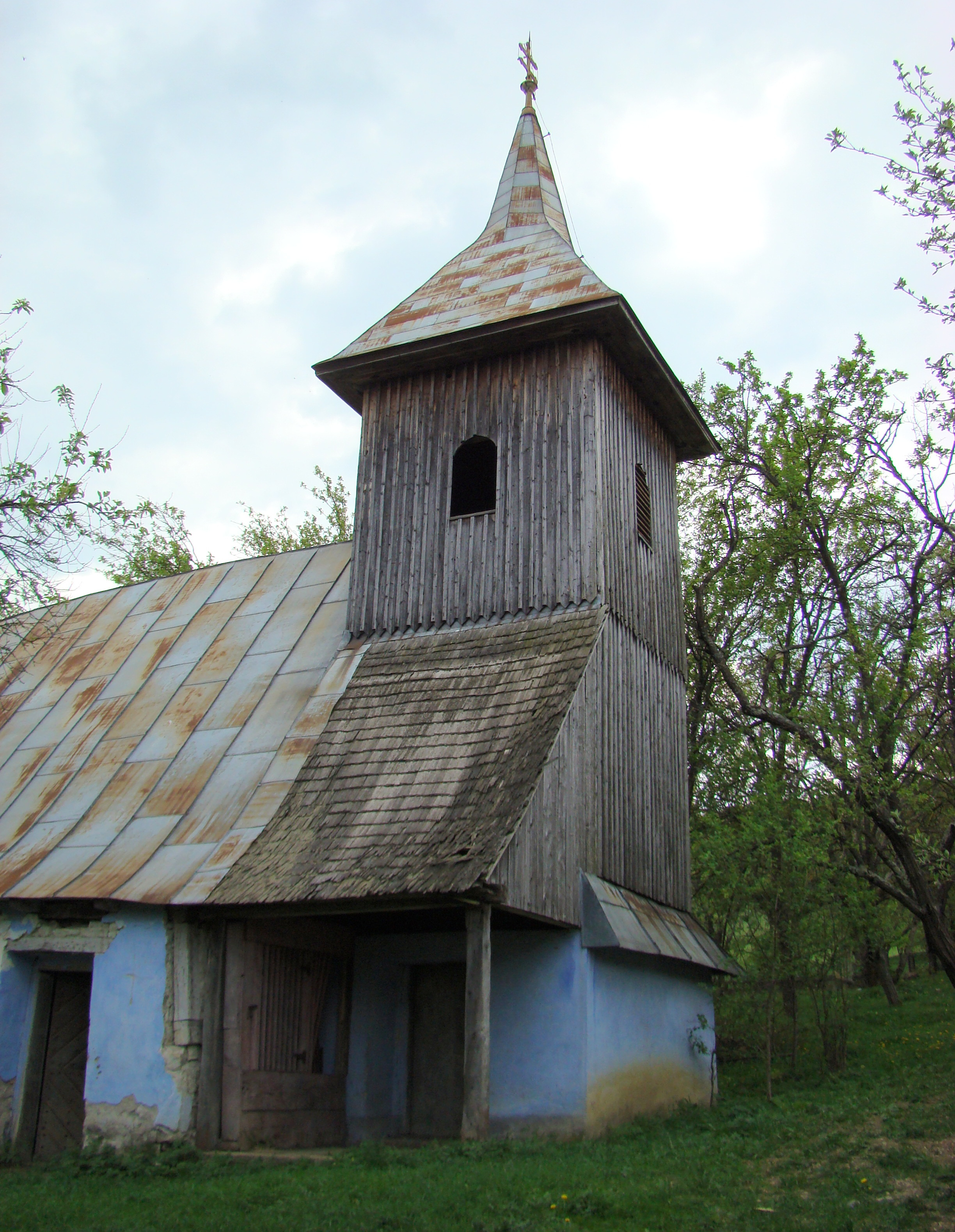
Clopotniţa
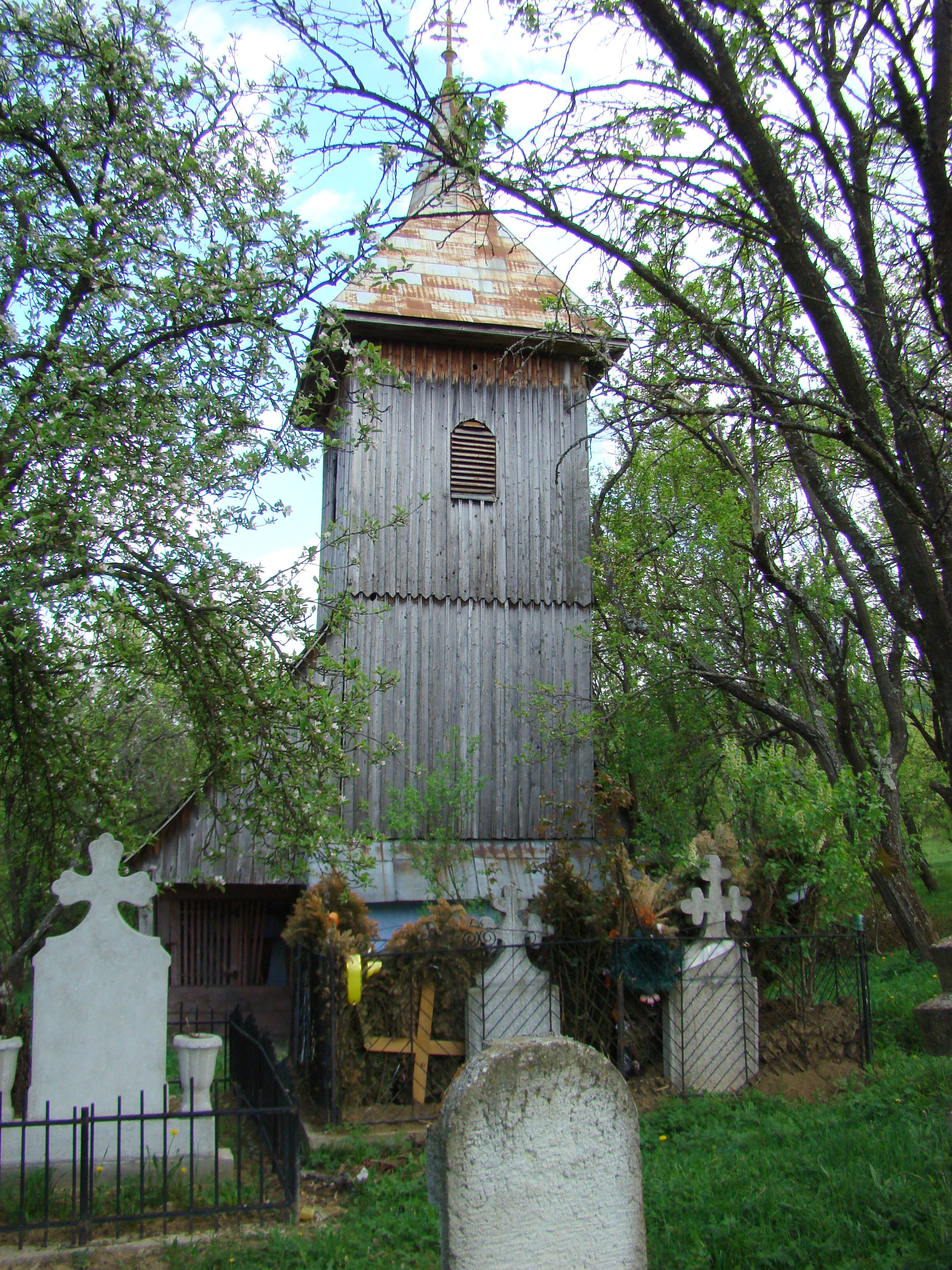
Biserica văzută din cimitir
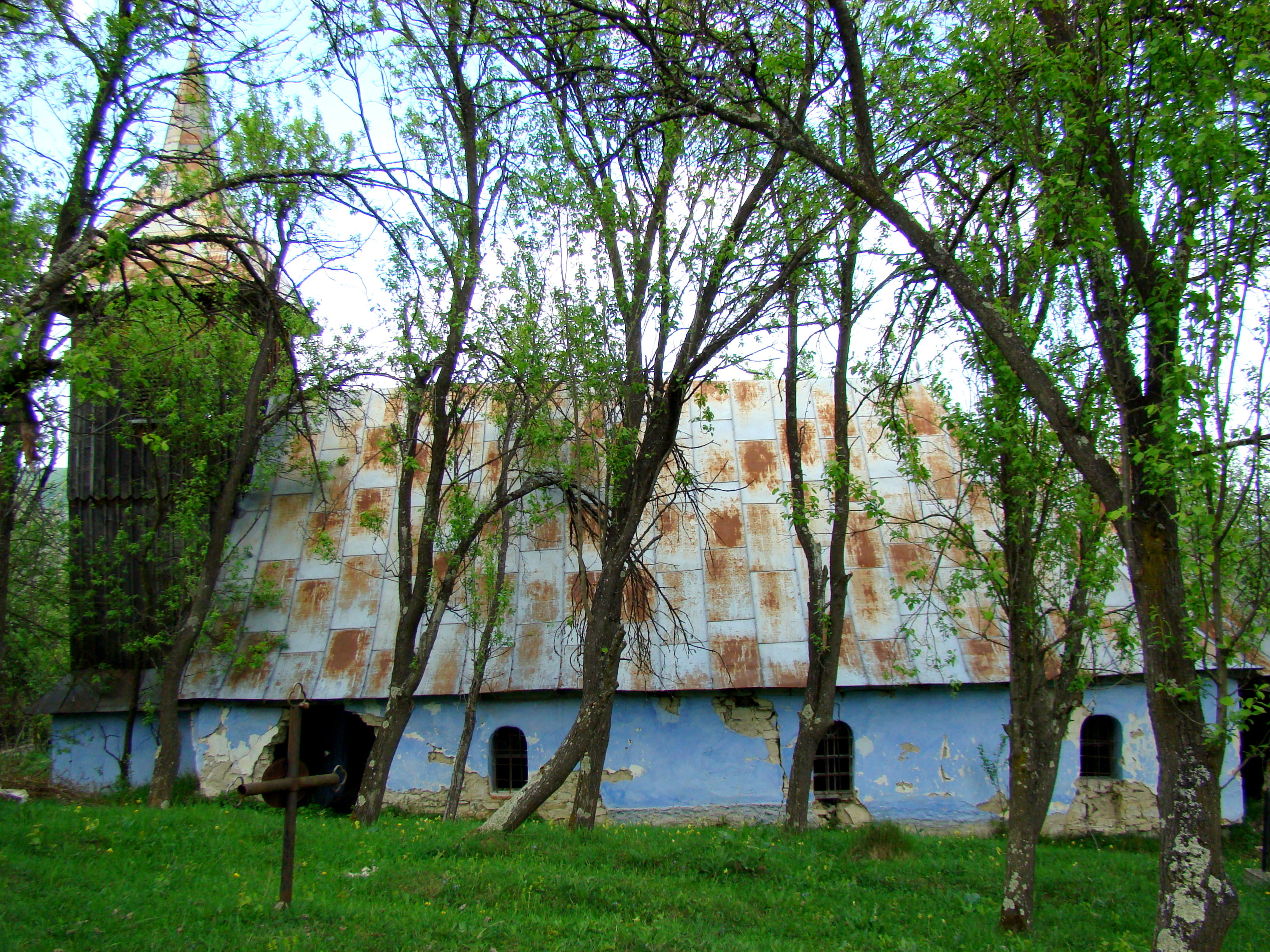
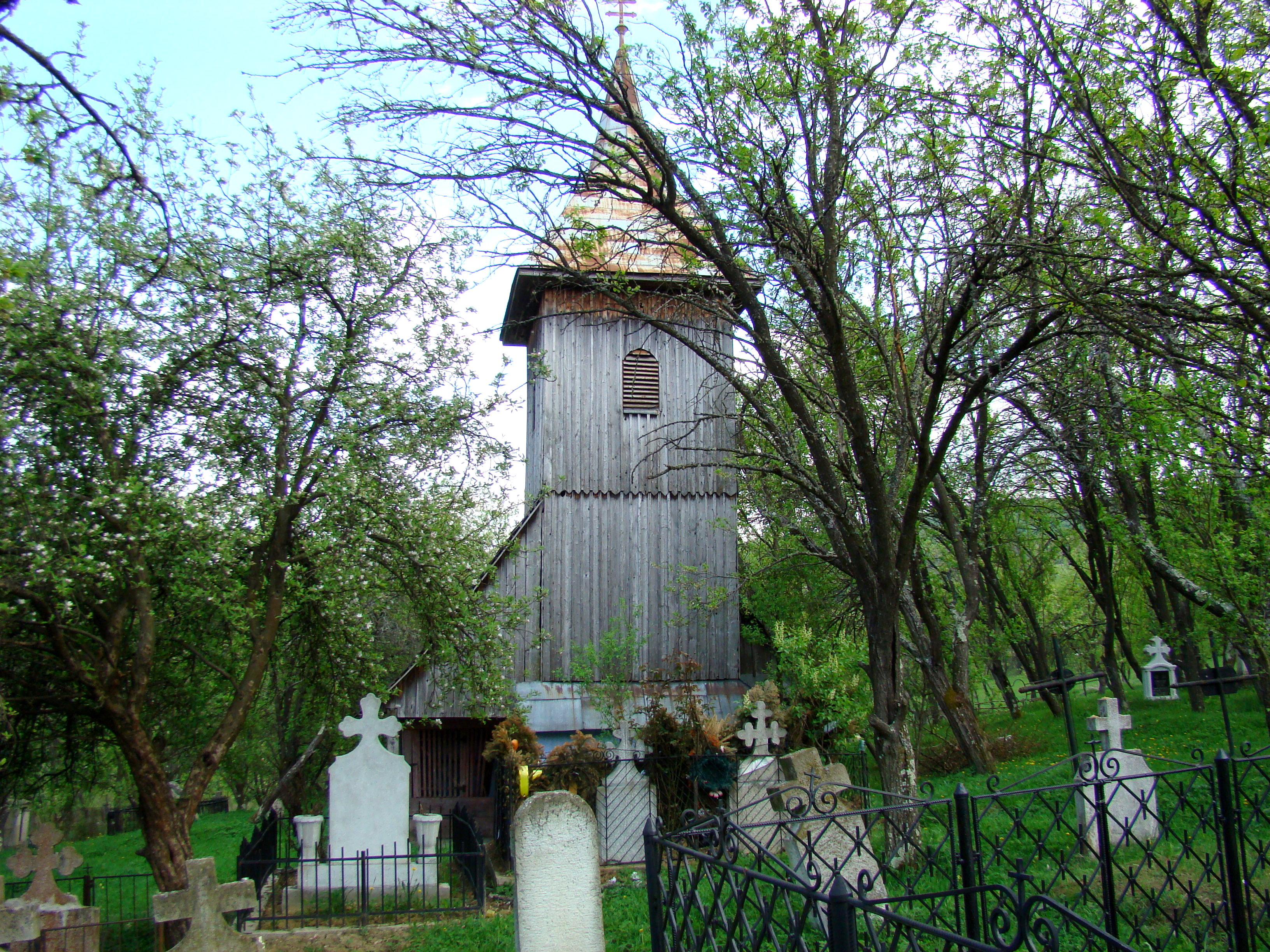

## Imagini din interior

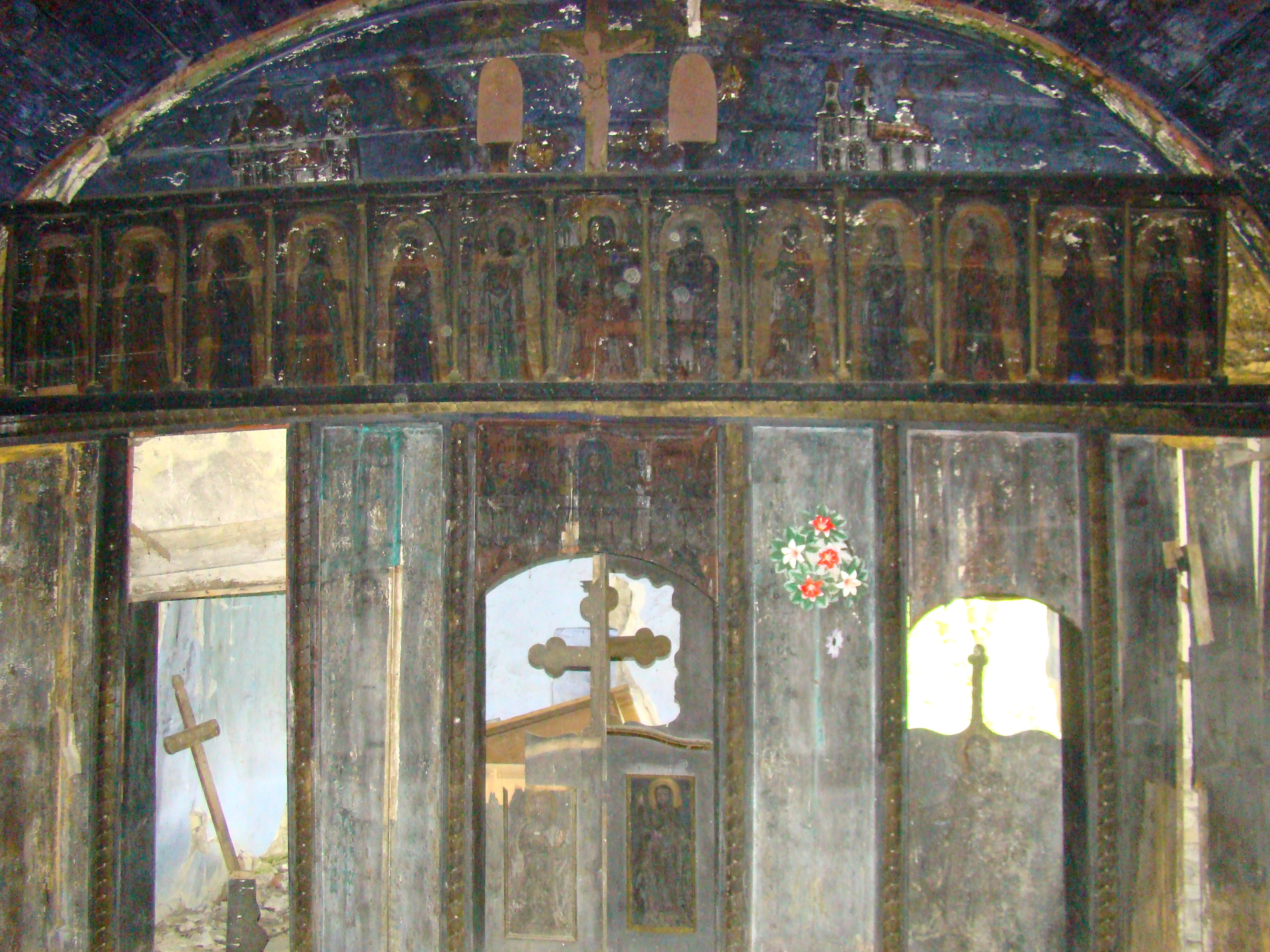
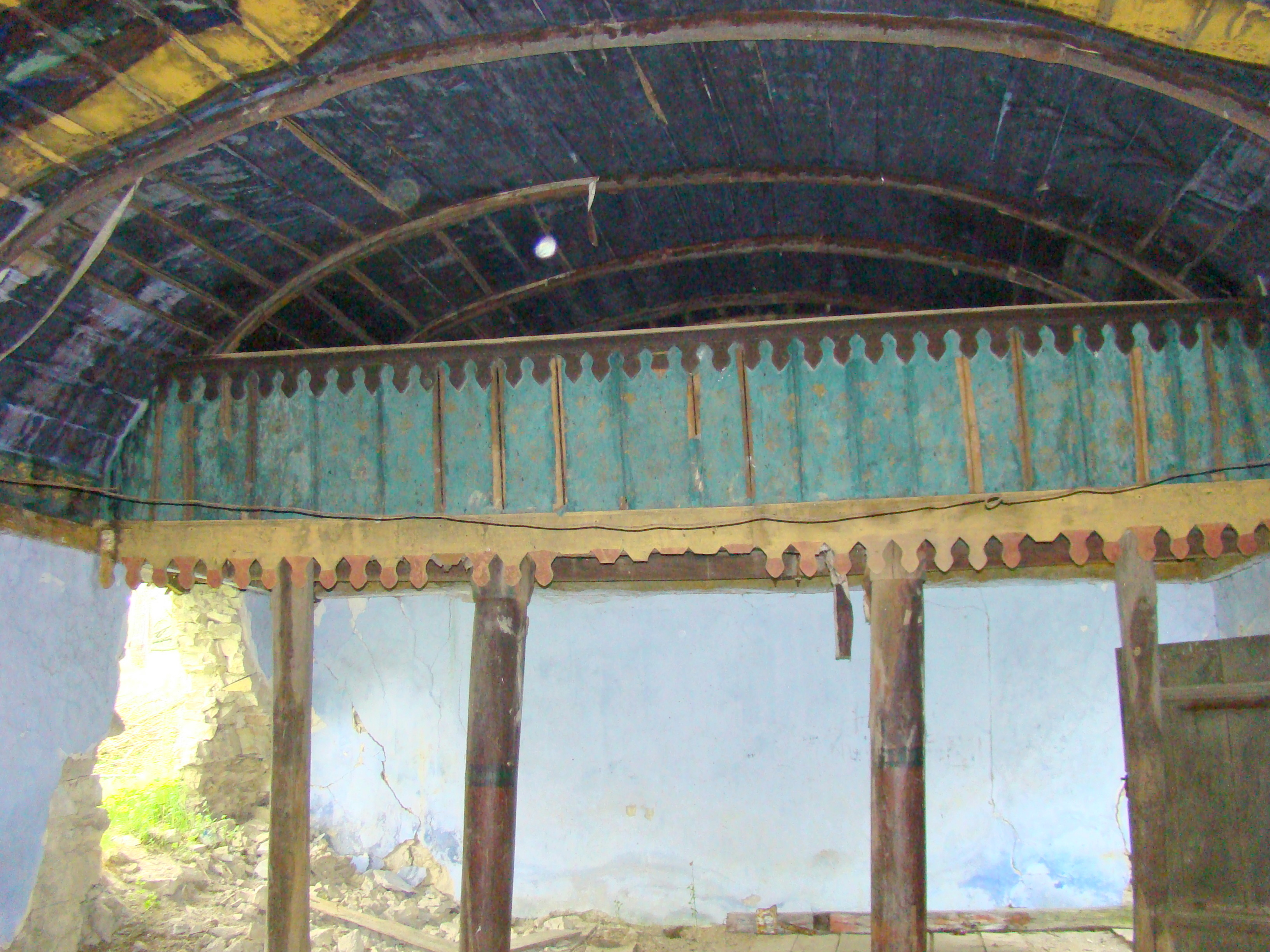
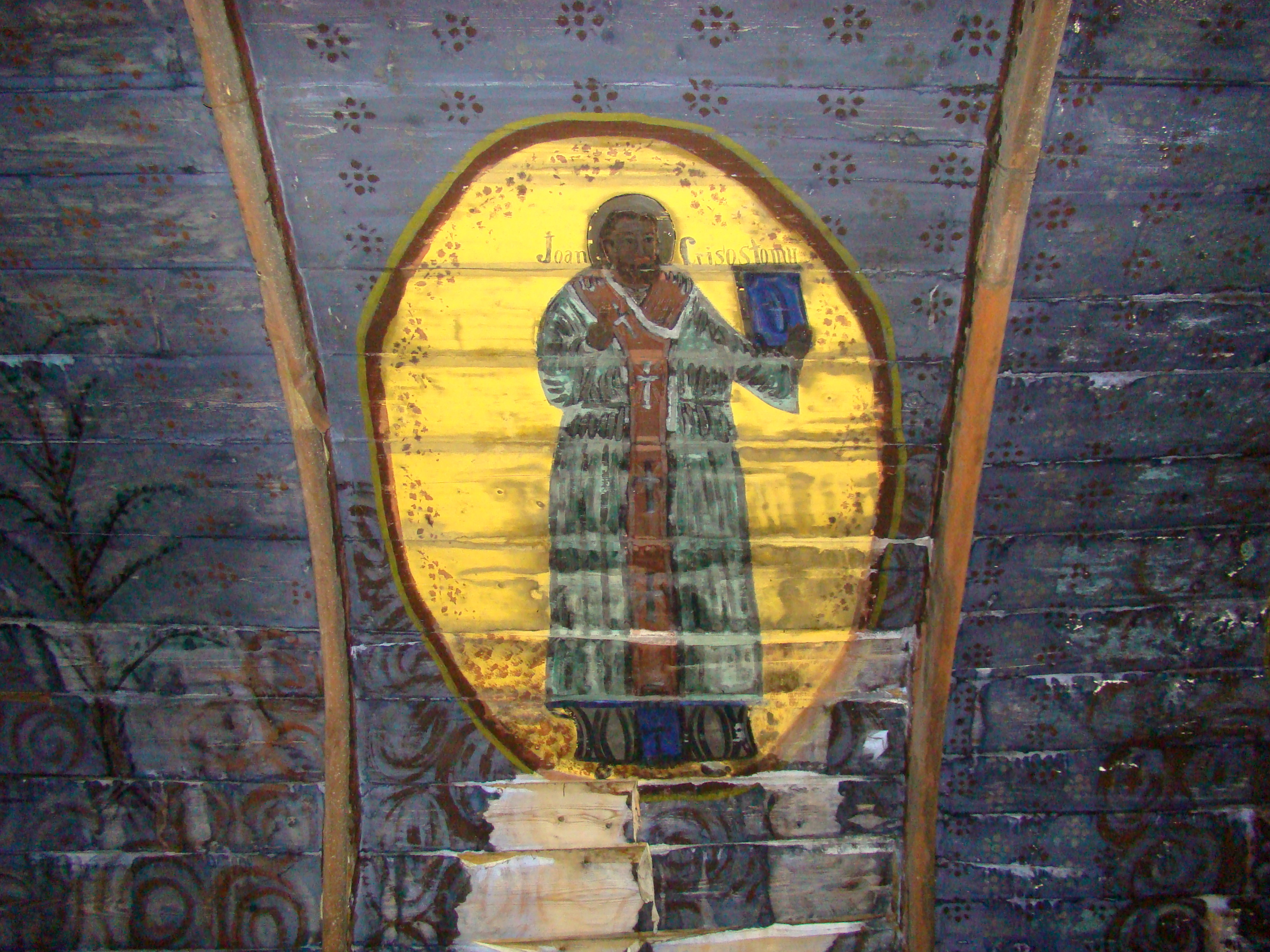
Pictură din naos - Ioan Crisostomu
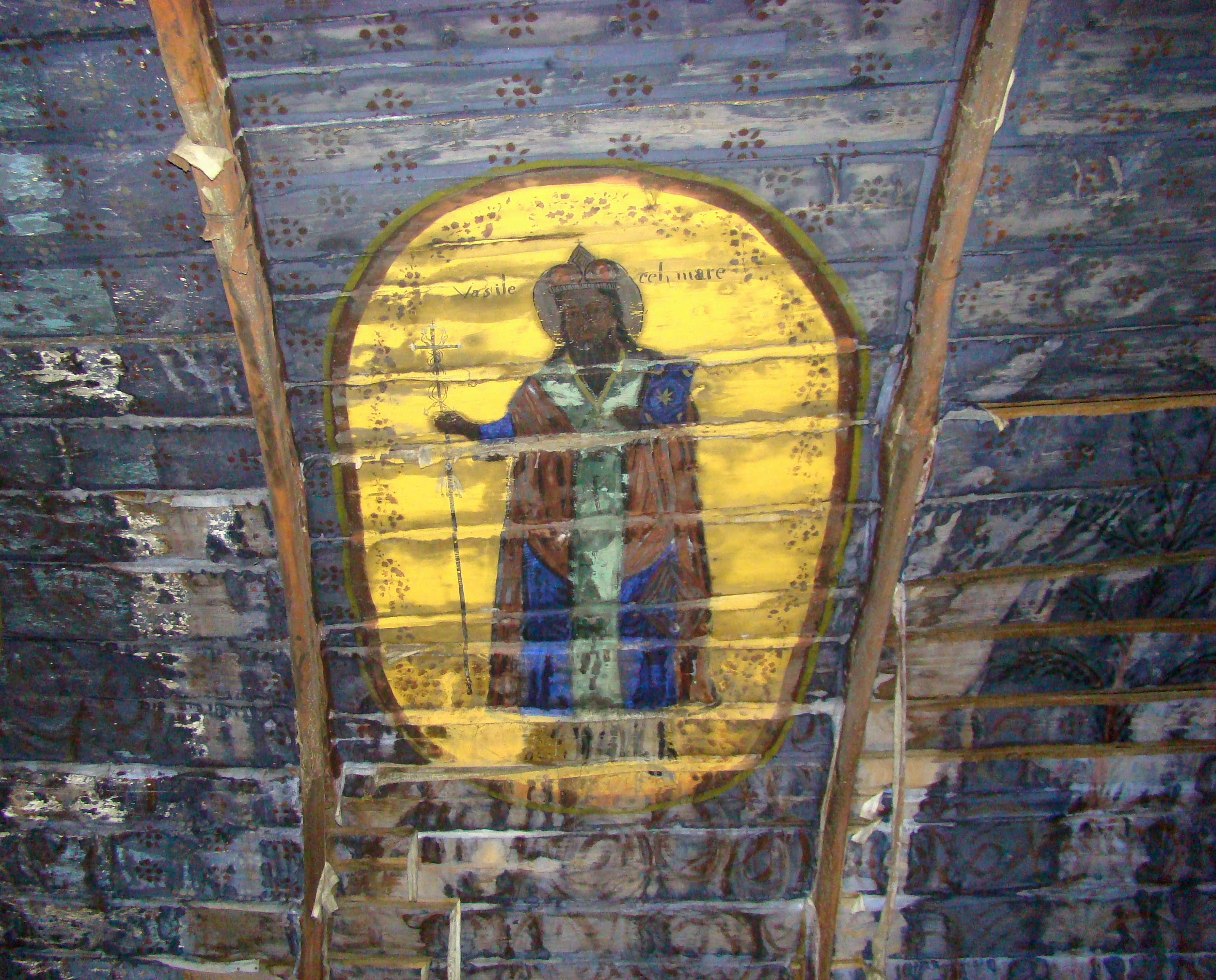
Pictură din naos - Vasile cel Mare
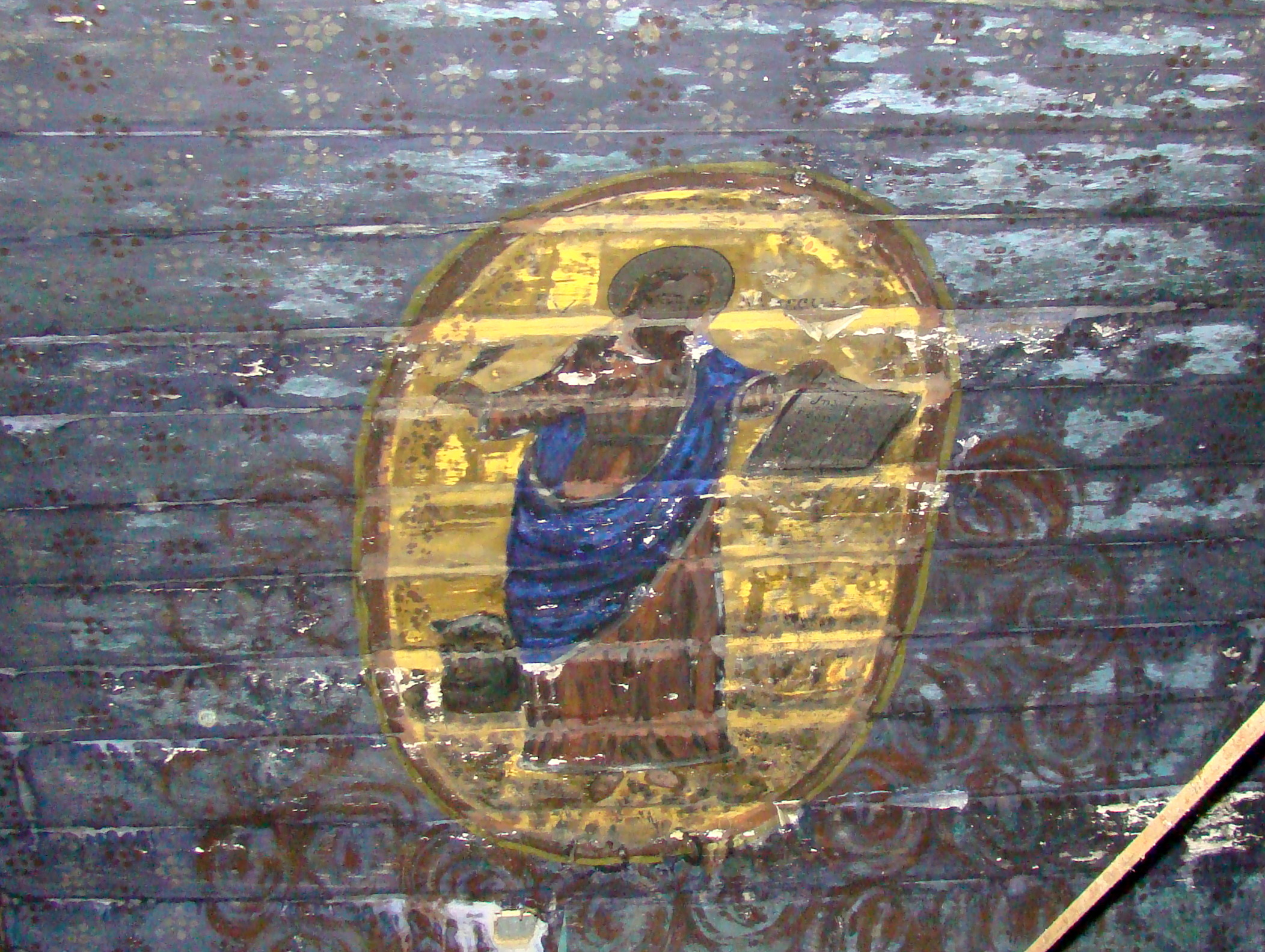
Pictură din naos - Marcu evanghelistul
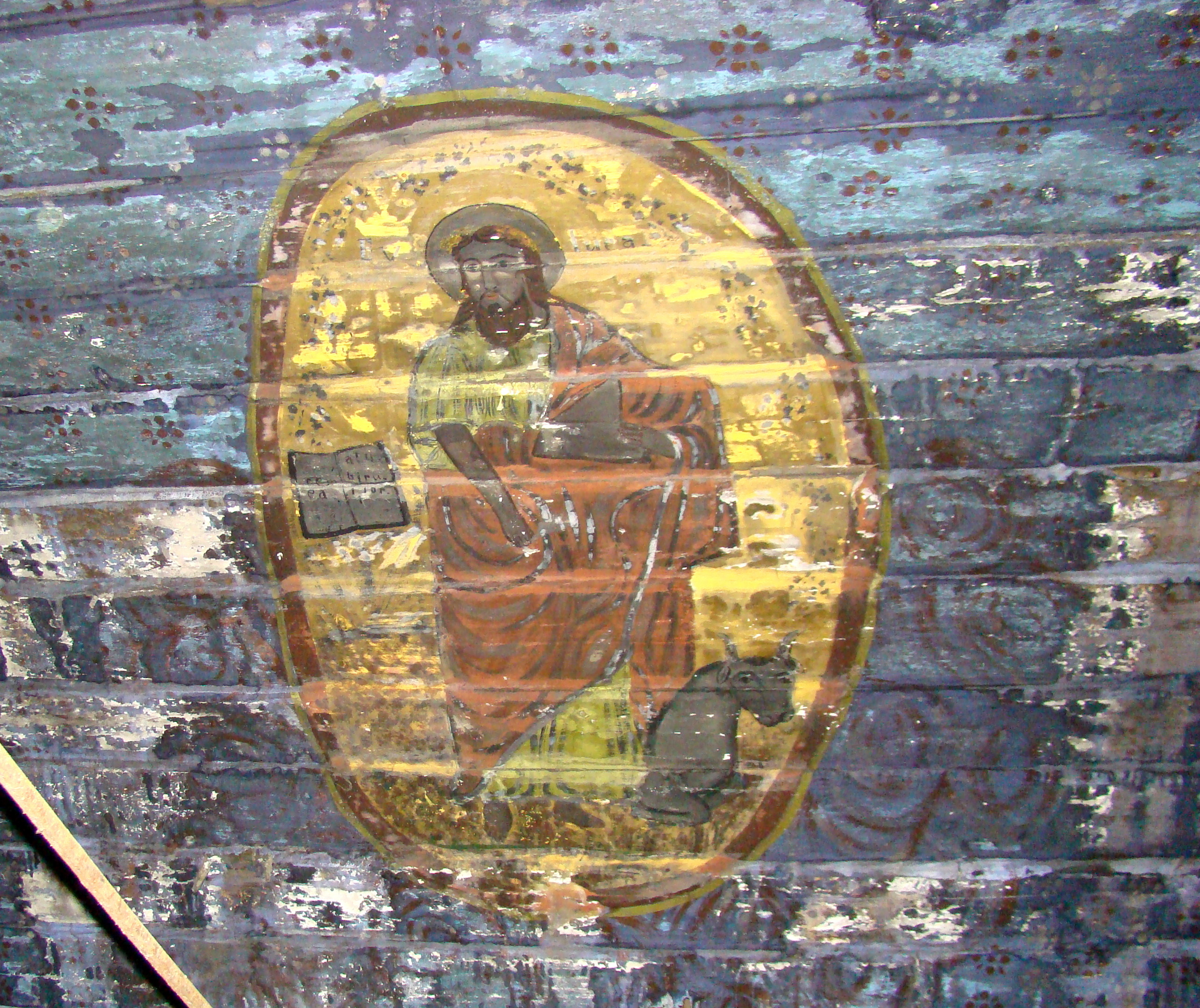
pictură din naos - Luca evanghelistul
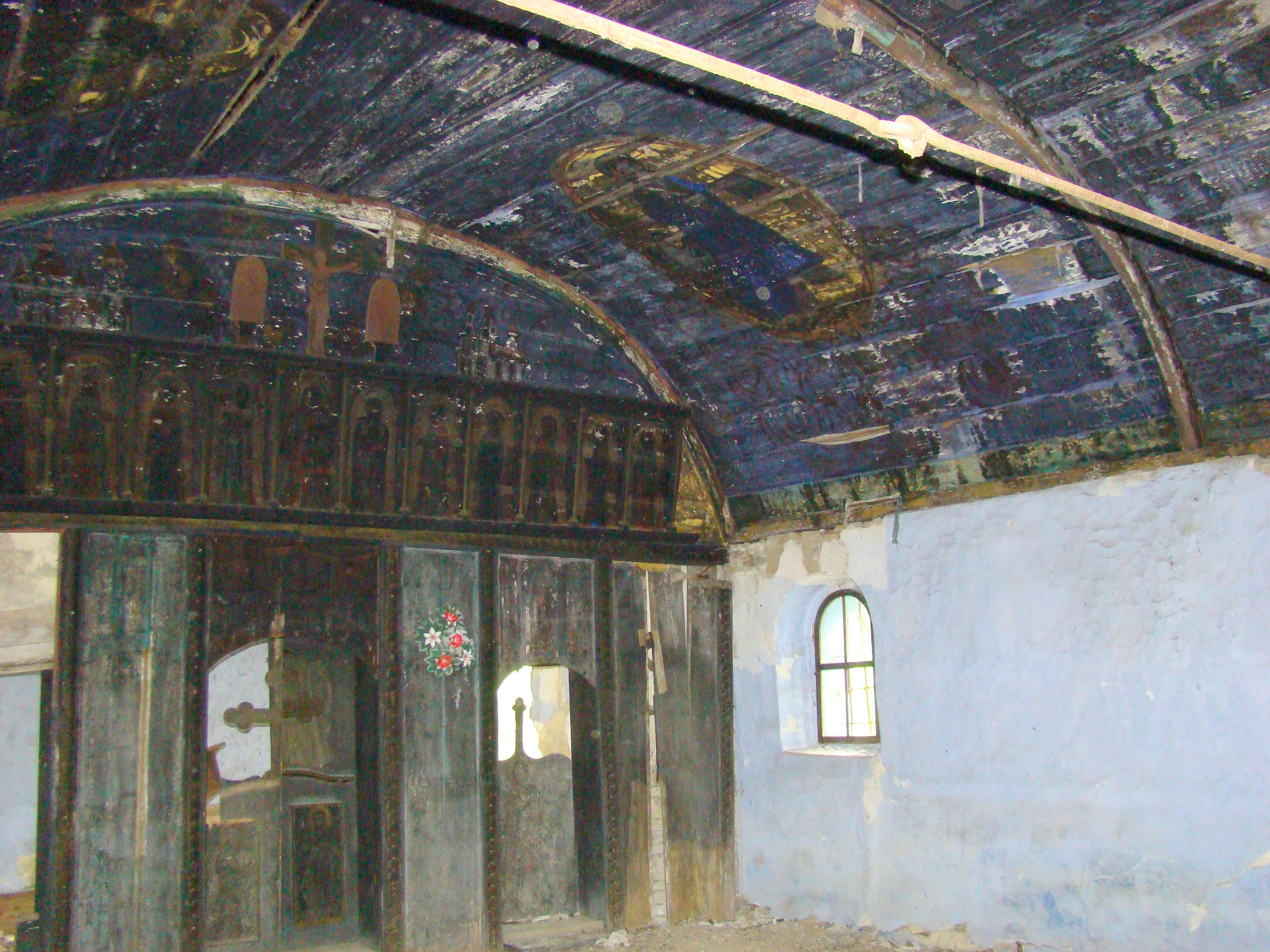
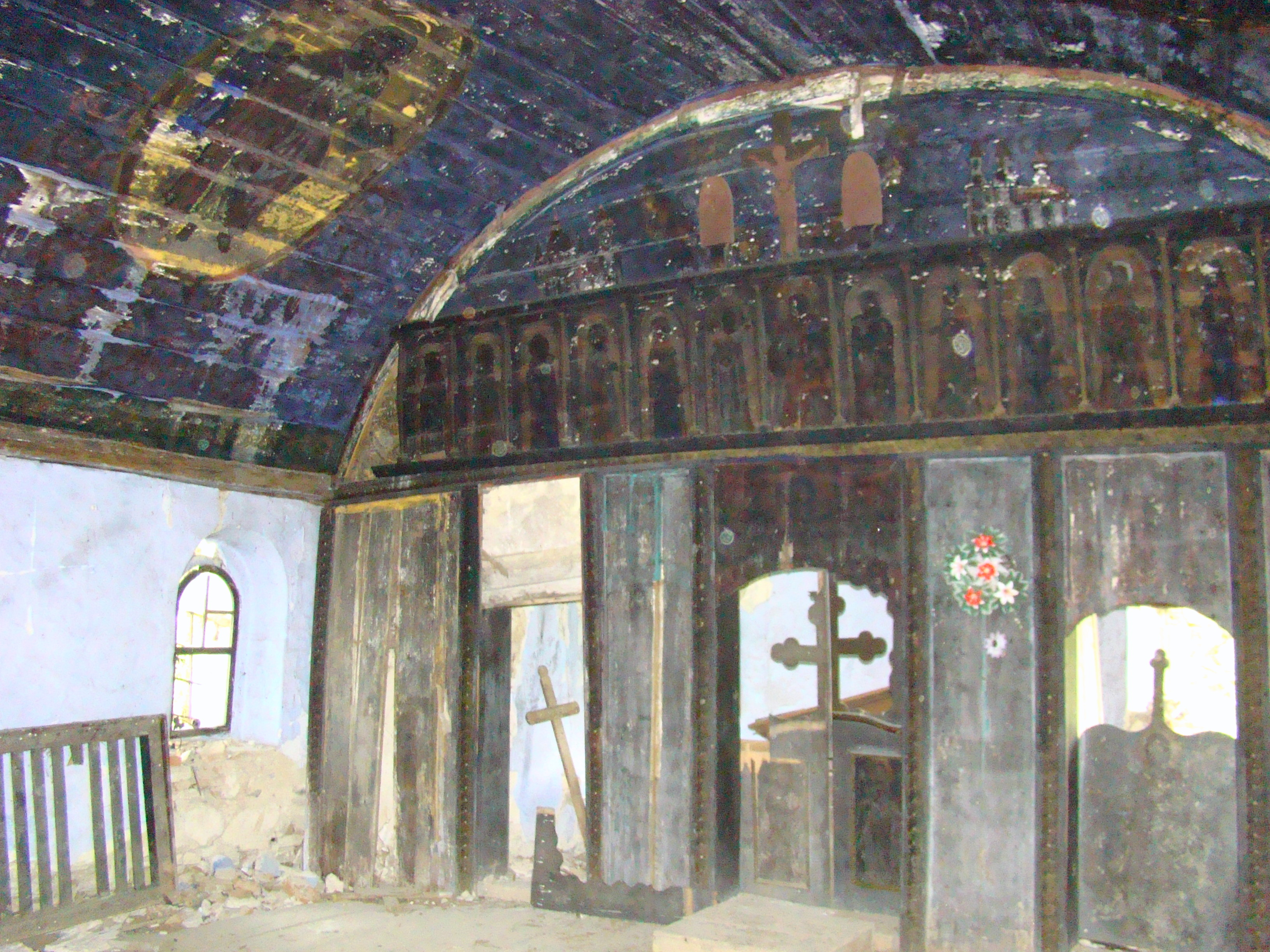
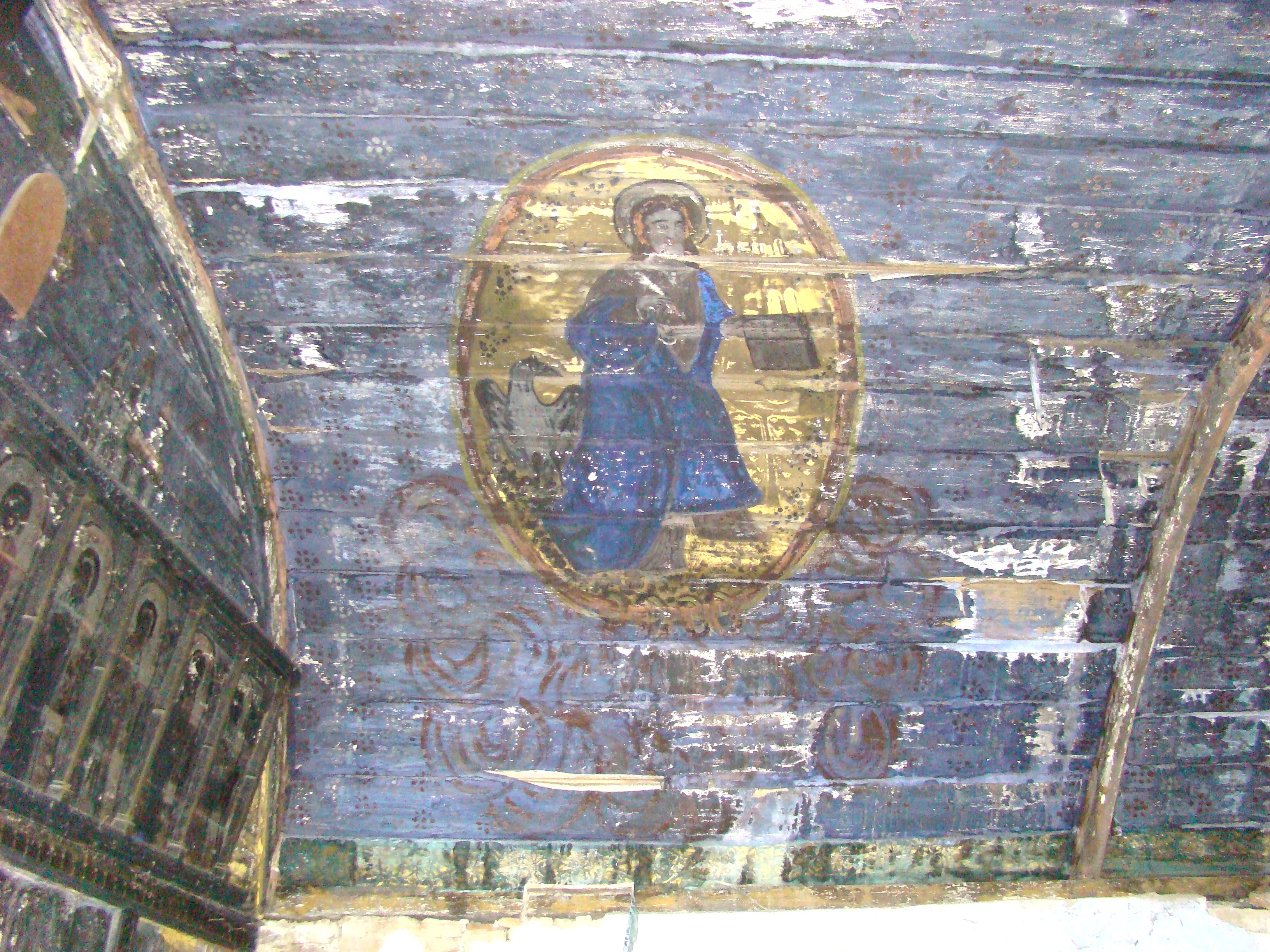
Pictură din naos - Ioan evanghelistul
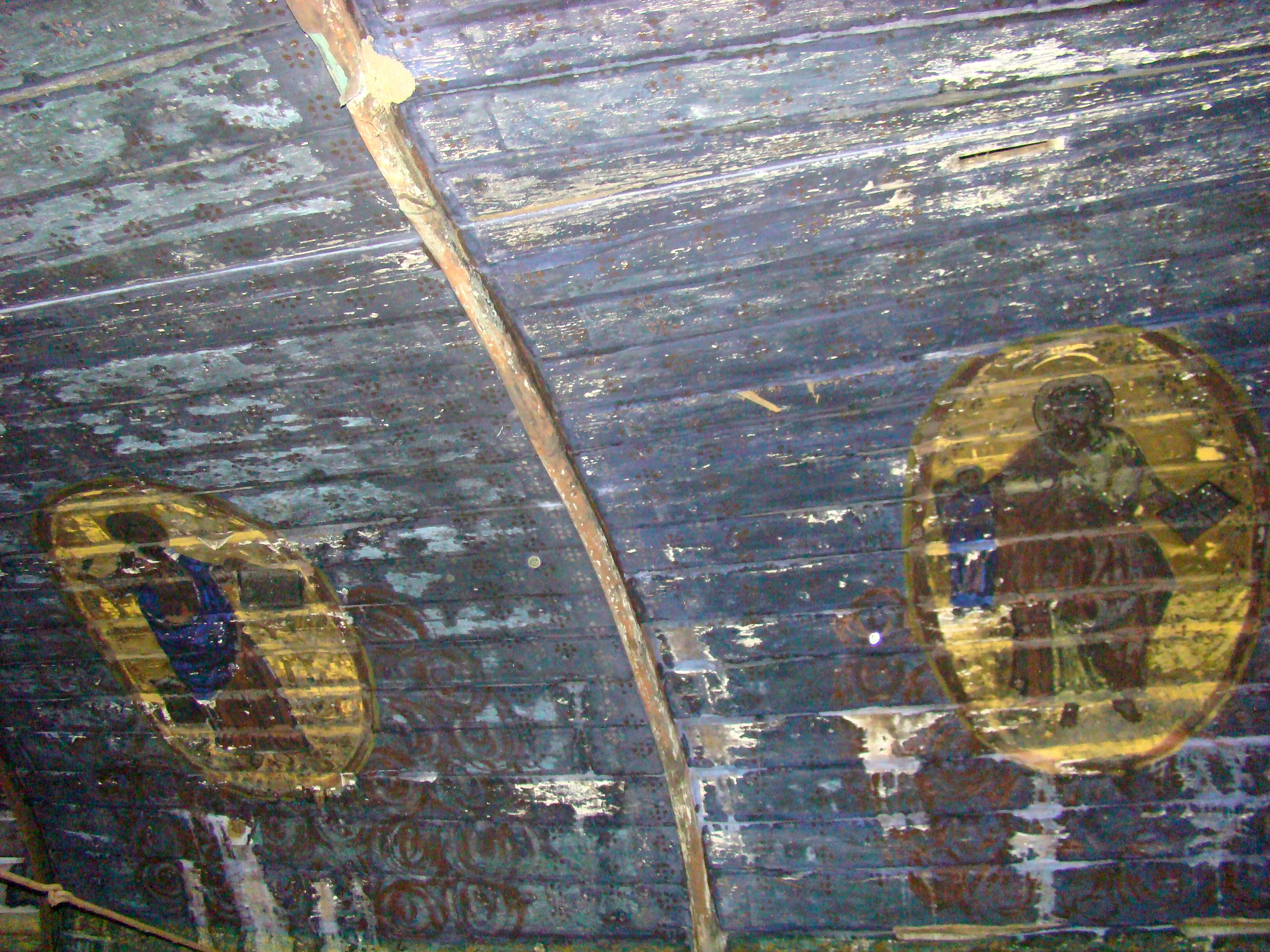
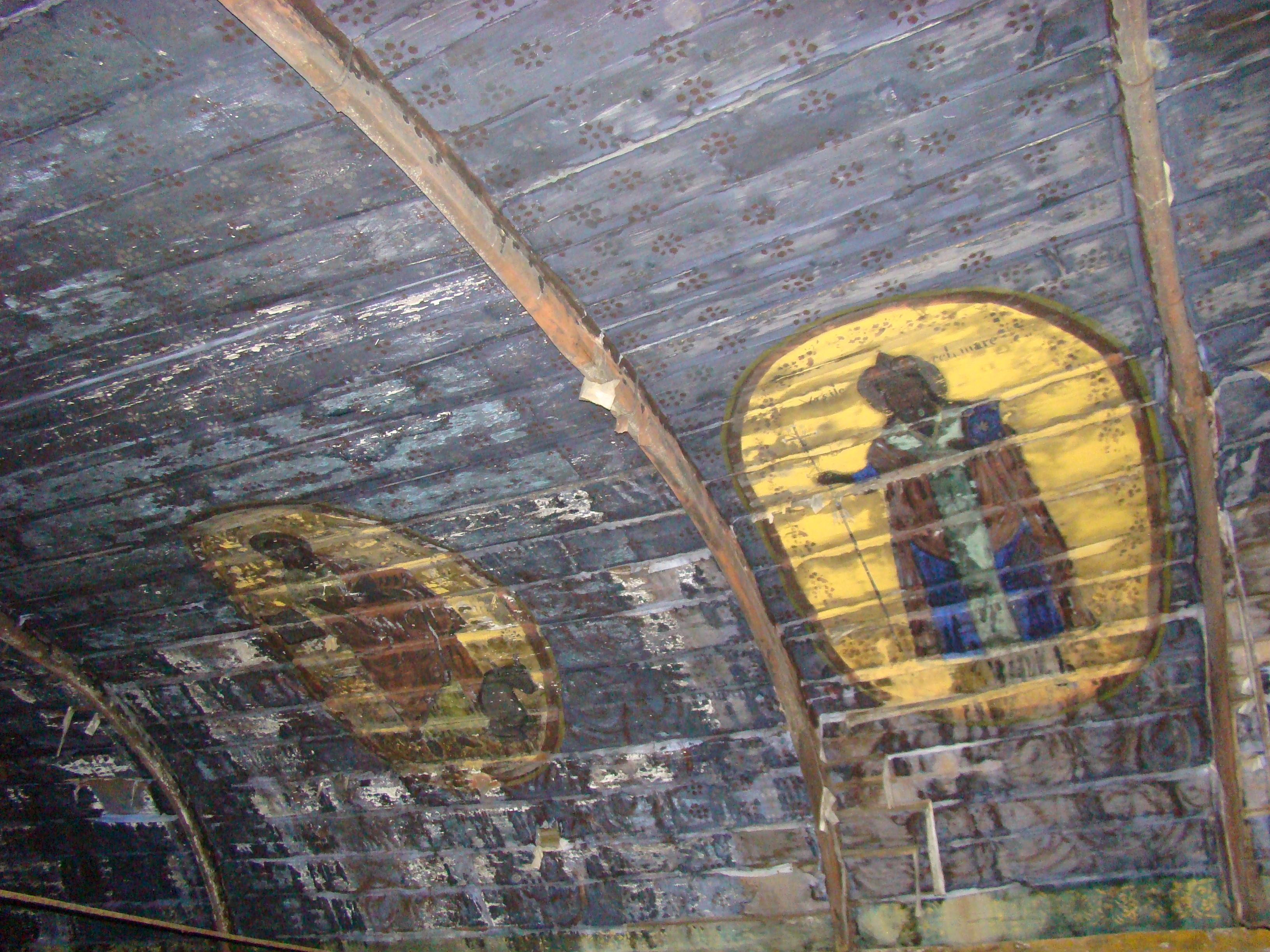